# Monasterio de la Inmaculada Concepción (Segovia)

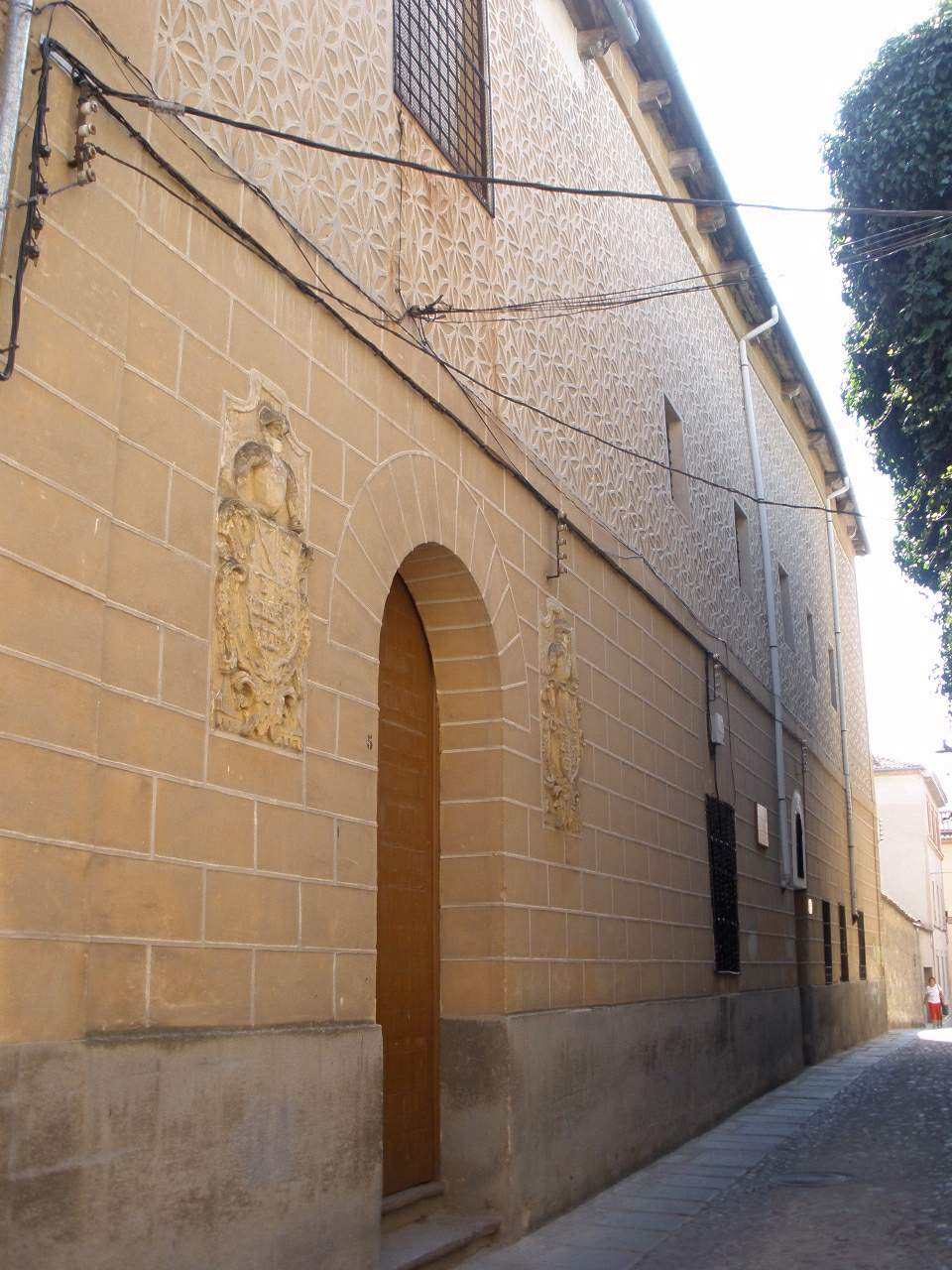
Portada del monasterio de la Inmaculada Concepción en Segovia, España.

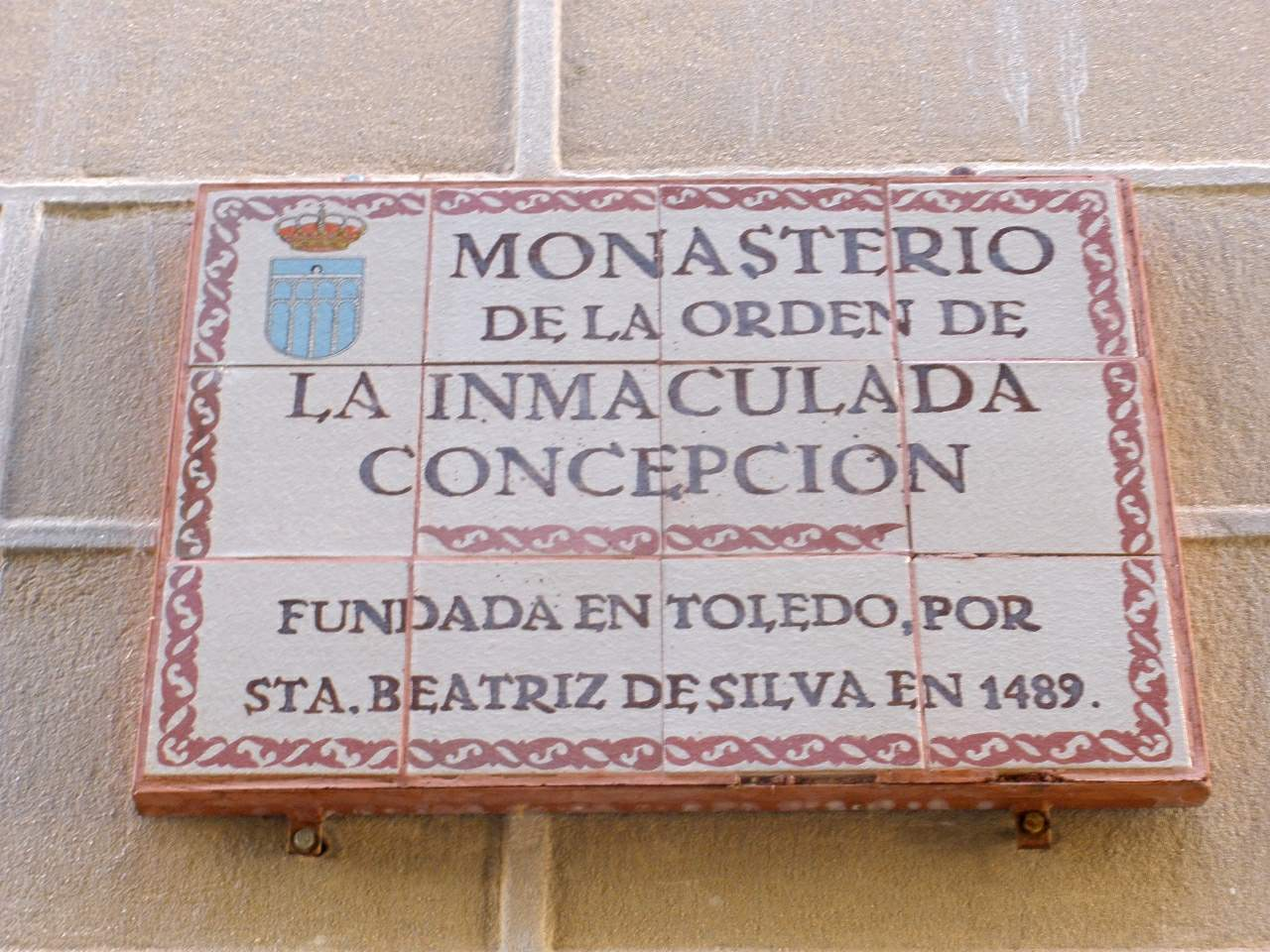
Placa de identificación del monasterio concepcionista.

El Monasterio de la Inmaculada Concepción es un monasterio de clausura de monjas de la Orden de la Inmaculada Concepción que se encuentra en la ciudad de Segovia, en la comunidad autónoma de Castilla y León, en España.